# 華不魅
華不魅（かずみ，10月7日—），日本漫畫家。愛知縣名古屋市出身。O型血。女性。主要在《月刊WINGS》（新書館）上進行連載。

## 經歷
1988年開始進行同人創作。1989年在雜誌《PATSY》（青磁BIBLOS）上發表出道作《魔物の王国》。之後，在《Fantasy－DX》（角川書店）、《WINGS》（新書館）上連載多部作品。1997年，因為身體原因，休筆。2006年，連載再開。

## 愛好
- 電玩

## 作品
多為RPG味道濃厚的奇幻作品，也有科幻作品。構築出數個架空世界。作品藴涵哲學意義。

### 單行本（日本）
- 鐵錆廢園（青磁BIBLOS、6卷未完）
- 鐵錆廢園 愛藏版（新書館、全4卷完）
- 一天四海（角川書店、全3卷完）
- 夜光雲（角川書店、全3卷完）
- GLAMOROUS GOSSIP（新書館、5卷未完）

### 單行本（香港、台灣）
- 鐵錆廢園（世潮出版社、4卷未完）
- 一天四海（時報文化出版社、全3卷完）
- 夜光雲（東立出版社、全3卷完）

## 作者近況
在新書館公式網站上進行《GLAMOROUS GOSSIP》的後續連載，現已連載至第八回。

## 外部連結
- Water House（日語） - 公式站
- http://www.shinshokan.com/webwings/title23.html （页面存档备份，存于） （日語）- 新書館作品頁